# Wierzba żałobna 'Chrysocoma'
Wierzba żałobna 'Chrysocoma' (Salix × sepulcralis 'Chrysocoma'), inaczej wierzba płacząca 'Chrysocoma', wierzba płacząca, wierzba nagrobna, wierzba żałobna – najpospolitsza sadzona w kraju wierzba ozdobna, będąca mieszańcem nieodpornej na środkowoeuropejskie zimy  wierzby babilońskiej 'Babylon' - S. babylonica 'Babylon' (chińskiej wierzby „płaczącej”) oraz żółtokorej wierzby białej 'Vitellina' - S. alba 'Vitellina'.

## Morfologia
PokrójDorasta do 24 m wysokości. Rozłożysta korona ze zwisającymi, długimi, cienkimi, giętkimi i żółtymi pędami. W sprzyjających warunkach pojedyncze pędy mogą osiągać 6 m długości.
KoraKora ma jasno szaro-brązową barwę. Jest spękana.
PędyPędy mają zieloną barwę, lecz później w pełnym nasłonecznieniu zmieniają kolor na szaro-złocisty.
LiścieWęższe niż u wierzby białej, gęsto, drobno piłkowane, długie wąskolancetowate, na końcu zaostrzone. Początkowo owłosione, lecz szybko stają się nagie. Od spodu mają niebieskoszarą barwę.
KwiatyPrzeważają kwiaty męskie, co w czasie kwitnienia dodaje drzewu żółtego koloru. Kwiat żeński składa się z gruczołu miodnikowego i jednego słupka, a kwiat męski z dwóch gruczołów miodnikowych i dwóch pręcików.

## Systematyka i nazewnictwo
Dla mieszańców S. babylonica i S. alba (wierzby białej) przyjęto epitet botaniczny sepulcralis: S. × sepulcralis Simonkai (Oesterr. Bot. Zeitschr. 40:424.1890), S. babylonica × S. alba. Sepulcralis nie jest nazwą kultywaru. W Krytycznej liście roślin naczyniowych Polski w odniesieniu do S. × sepulcralis Simonk., czyli właśnie hybrydy S. babylonica L. ×S. alba L. zastosowano nazwę zwyczajową wierzba żałobna.
Kultywar Salix × sepulcralis Simonk. 'Chrysocoma' (wierzba żałobna 'Chrysocoma') znany jako wierzba płacząca 'Chrysocoma', wierzba płacząca, wierzba nagrobna, wierzba żałobna jest najpospolitszą sadzoną w kraju wierzbą ozdobną. Według jednych botaników jest on mieszańcem następujących kultywarów:
- S. babylonica 'Babylon' – wierzba babilońska[7] 'Babylon' (chińska wierzba „płacząca”[5])
- S. alba 'Vitellina' – wierzba biała[3] 'Vitellina'

według innych S. × sepulcralis Simonk. 'Chrysocoma' to nazwa obejmująca hybrydy:
- S. × chrysocoma Dode = S. babylonica × alba ssp. vitelina – wierzba płacząca[9]
- S. × sepulcraris Simonk = S. alba ssp. alba × babylonica[9]

połączone w jeden takson.

## Zastosowanie
- Roślina ozdobna: nadaje się do nasadzeń nadwodnych, nieodpowiednia jest na suche gleby. Szczególnie ozdobna jest zimą i wczesną wiosną. Rozmnaża się bardzo łatwo przez sadzonki pędowe.